# Pyrrhura orcesi
La cotorra de El Oro o perico de El Oro (Pyrrhura orcesi) es una especie de ave psitaciforme de la familia de los loros (Psittacidae). Es endémica del Ecuador. Es una especie relativamente nueva, se descubrió en 1980 y actualmente se sabe poco sobre ella.

## Descripción
El cuerpo está cubierto por un color verde oscuro con la frente roja (las hembras no tienen la frente roja). Los bordes de las alas, y el final de la cola, también tienen este color rojo. En los bordes exteriores de las alas, hay un color azulado. Los pies son de color gris oscuro, los ojos están rodeados por un círculo blanco y la uña es el color del cuerno. Se encuentra en tamaños de unos 22 cm de largo y pesa 73g. Los juveniles tienen colores más apagados y la frente roja reducida.

## Comportamiento
Se encuentra en peligro debido a la deforestación y la fragmentación extrema del bosque para la cría de ganado, lo que provoca la degradación del hábitat. Esta degradación destruye los sitios de anidación y alimentación de las aves que dependen para sobrevivir y reproducirse a un ritmo saludable. El hábitat se limita sólo a los Andes al oeste de Ecuador y debido a esto la sensibilidad a la destrucción del hábitat es muy pesada. La protección para algunos de los hábitat de esta especie se ha establecido en la Reserva Ecológica Buenaventura. En las reservas, las casas de aves han sido construidas en los árboles para ayudar a promover la reproducción y ha tenido cierto éxito. Otros proyectos han sido propuestos para evaluar el tamaño de la población.